# Élections provinciales néo-calédoniennes de 2004
Les élections provinciales de 2004 sont un scrutin territorial qui a eu lieu en Nouvelle-Calédonie le dimanche 9 mai. Elles ont eu pour but d'élire les assemblées des trois provinces de la Nouvelle-Calédonie (Sud, Nord et Îles Loyauté) qui servent ensuite à former le Congrès de la Nouvelle-Calédonie.

## Organisation du scrutin
L'élection se fait au suffrage universel parmi les citoyens néocalédoniens, le corps électoral étant alors composé de toutes les personnes nées sur le Territoire et y résidant ou bien pouvant justifier de 10 ans de résidence continue en Nouvelle-Calédonie à la date du scrutin (la question du corps électoral n'ayant été tranchée constitutionnellement par le Parlement français réuni en Congrès qu'en février 2007, la solution adoptée alors était encore celle du corps électoral glissant sur la base des 10 ans de résidence, par défaut). Il y avait alors 119 541 inscrits, soit 72 623 dans le Sud, 28 875 dans le Nord et 18 043 dans les Îles Loyauté.
Le scrutin se déroulait à la proportionnelle plurinominale dans chaque province, chaque liste devant dépasser la barre des 5 % des inscrits pour obtenir au moins 1 élu. Ensuite, proportionnellement au score, un certain nombre d'élus de chaque listes sont choisis pour former le Congrès, l'institution délibérative et législative locale.
Le nombre de sièges à pourvoir est :
- Assemblée de la Province Sud : 40 dont 32 siègent également au Congrès ;
- Assemblée de la Province Nord : 22 dont 15 au Congrès ;
- Assemblée de la Province des Îles Loyauté : 14 dont 7 au Congrès.

## Assemblées sortantes
À la veille du scrutin, les différentes assemblées locale étaient ainsi constituées :

### Le Congrès
|  | Parti                 | Tendance              | Sièges | %    | Changement depuis 1999 |
|  | --------------------- | --------------------- | ------ | ---- | ---------------------- |
|  | RPCR                  | Anti-indépendantiste  | 20     | 37   | -4                     |
|  | FLNKS (UNI)           | Indépendantiste       | 11     | 20,4 | -7                     |
|  | Union calédonienne    | Indépendantiste       | 7      | 13   | +7                     |
|  | FCCI                  | Indépendantiste       | 4      | 7,4  | 0                      |
|  | Front national        | Anti-indépendantiste  | 4      | 7,4  | 0                      |
|  | Dissidents RPCR       | Anti-indépendantiste  | 4      | 7,4  | +4                     |
|  | Alliance              | Anti-indépendantiste  | 3      | 5,6  | 0                      |
|  | LKS                   | Indépendantiste       | 1      | 1,9  | 0                      |
|  | Total                 | Total                 | 54     | 100  | 0                      |
|  | Anti-indépendantistes | Anti-indépendantistes | 31     | 57,4 | 0                      |
|  | Indépendantistes      | Indépendantistes      | 23     | 42,6 | 0                      |

### La province Sud
|  | Parti                 | Tendance              | Sièges | %    | Changement depuis 1999 |
|  | --------------------- | --------------------- | ------ | ---- | ---------------------- |
|  | RPCR                  | Anti-indépendantiste  | 21     | 52,5 | -4                     |
|  | Front national        | Anti-indépendantiste  | 5      | 12,5 | 0                      |
|  | Alliance              | Anti-indépendantiste  | 4      | 10   | 0                      |
|  | Dissidents RPCR       | Anti-indépendantiste  | 4      | 10   | +4                     |
|  | FLNKS (UNI)           | Indépendantiste       | 3      | 7,5  | -3                     |
|  | Union calédonienne    | Indépendantiste       | 3      | 7,5  | +3                     |
|  | Total                 | Total                 | 40     | 100  | 0                      |
|  | Anti-indépendantistes | Anti-indépendantistes | 34     | 85   | 0                      |
|  | Indépendantistes      | Indépendantistes      | 6      | 15   | 0                      |

### La province Nord
|  | Parti                 | Tendance              | Sièges | %     | Changement depuis 1999 |
|  | --------------------- | --------------------- | ------ | ----- | ---------------------- |
|  | Palika                | Indépendantiste       | 8      | 36,4  | 0                      |
|  | Union calédonienne    | Indépendantiste       | 6      | 27,3  | 0                      |
|  | RPCR                  | Anti-indépendantiste  | 4      | 18,15 | 0                      |
|  | FCCI                  | Indépendantiste       | 4      | 18,15 | 0                      |
|  | Total                 | Total                 | 22     | 100   | 0                      |
|  | Indépendantistes      | Indépendantistes      | 18     | 81,8  | 0                      |
|  | Anti-indépendantistes | Anti-indépendantistes | 4      | 18,2  | 0                      |

### La province des îles Loyauté
|  | Parti                                      | Tendance                                       | Sièges | %          | Changement depuis 1999 |
|  | ------------------------------------------ | ---------------------------------------------- | ------ | ---------- | ---------------------- |
|  | FLNKS (UC)                                 | Indépendantiste                                | 6      | 42,85      | 0                      |
|  | Nouveau défi pour les Îles : RPCR LKS FCCI | Coalition Anti-indépendantiste Indépendantiste | 6 2    | 42,85 14,3 | 0                      |
|  | Palika                                     | Indépendantiste                                | 2      | 14,3       | 0                      |
|  | Total                                      | Total                                          | 14     | 100        | 0                      |
|  | Indépendantistes                           | Indépendantistes                               | 12     | 85,7       | 0                      |
|  | Anti-indépendantistes                      | Anti-indépendantistes                          | 2      | 14,3       | 0                      |

## Enjeux
Il s'agissait alors du second scrutin et du premier renouvellement des exécutifs locaux depuis la mise en place des nouvelles institutions nées des Accords de Nouméa de 1998. Il s'agissait donc, à 10 ans de l'ouverture de la période pendant laquelle le référendum d'autodétermination sur l'avenir institutionnel de l'archipel (qui doit se tenir entre 2014 et 2019), de jauger une nouvelle fois le rapport de force entre indépendantistes et les non-indépendantistes.
Mais pour la première fois réellement ce simple clivage n'est plus le seul élément à entrer en compte, avec notamment le développement de listes dites « accordistes » appelant à mettre de côté pour l'instant la question de l'avenir institutionnel pour se concentrer sur la mise en application pleine et entière des Accords, mais aussi par la division nette de chaque camp traditionnel en deux forces principales opposées tant sur la gestion locale que sur l'approche des Accords de Nouméa.
Dans le camp loyaliste tout d'abord, pour la première fois depuis 1977 la domination du RPCR de Jacques Lafleur (devenu récemment le Rassemblement-UMP à la suite de la dissolution du RPR auquel il était rattaché dans l'UMP) est véritablement menacée avec l'apparition d'une nouvelle force politique alors représentée par deux listes, une dans le Sud et l'autre dans le Nord. Cette formation, baptisée alors Avenir ensemble, est la réunion de plusieurs anti-indépendantistes dissidents du RPCR depuis plus ou moins longtemps (Didier Leroux depuis 1995, Harold Martin ou Marie-Noëlle Thémereau depuis 2001, Philippe Gomès depuis le début de l'année 2004), de personnalités depuis toujours opposées au parti de Jacques Lafleur (Jean-Pierre Aïfa, Bernard Marant, tous deux anti-indépendantistes, mais aussi l'indépendantiste issue du LKS Christiane Gambey) ou encore d'individus venus de la société civile. Ces listes font alors figure de « coalition anti-Lafleur », dénonçant ainsi la gestion du RPCR aussi bien dans la Province Sud que dans l'ensemble du Territoire dominé politique par ce mouvement depuis 1989. Ce mouvement dénonce l'autoritarisme de Jacques Lafleur et appellent à une gestion transparente et à plus de collégialité tout en défendant une application des Accords de Nouméa plus au pied de la lettre.
Le camp indépendantiste part lui aussi divisé. Si le FLNKS s'était déjà divisé en deux listes distinctes (FLNKS menée par l'Union calédonienne et UNI emmenée par le Palika) en 1999 dans deux des trois provinces (le Nord et les Îles), la fracture entre les deux principales composantes du front indépendantiste (le Palika et l'UC) semble alors plus grande. En effet, la rupture a été consommée en 2001 lors de l'arrivée à la tête de l'Union calédonienne de Pascal Naouna, très critique envers la direction du FLNKS (alors présidé par Rock Wamytan) et le chef du Palika Paul Néaoutyine. Depuis cette date, les deux formations n'ont pas réussi à se mettre d'accord sur le nom d'un président unitaire pour le FLNKS qui ne dispose plus que d'un bureau politique chargé d'expédier les affaires courantes, et l'UC a appelé à l'abstention aux élections législatives de 2002 alors que le Palika avait présenté des candidats dans les deux circonscriptions. Finalement, pour les élections de 2004 les deux camps opposés du FLNKS partent divisés dans chaque province avec d'un côté l'UNI qui réunit autour du Palika les deux plus petites composantes du front, à savoir le mouvement modéré de l'Union progressiste en Mélanésie (UPM) et le parti des wallisiens indépendantistes du Rassemblement démocratique océanien (RDO), et de l'autre l'UC seule. Comme pour la division au sein de la famille loyaliste, l'opposition se fait ici à la fois sur le plan de la gestion provinciale (l'Union calédonienne dénonçant une forme d'autoritarisme de la part de la majorité sortante UNI de Paul Néaoutyine dans le Nord, et inversement le Palika critiquant la situation financière alors critique des Îles Loyauté gérées par une présidence UC), mais aussi sur la question institutionnelle et de l'attitude à adopter vis-à-vis des Accords de Nouméa. L'UC continue sur le fond à constituer l'aile la plus modérée de l'indépendantisme néocalédonien pour ce qui est de l'avenir institutionnel, parlant désormais d'« indépendance association » sur le modèle du Commonwealth britannique tandis que le Palika défend toujours une idée proche de l'Indépendantisme kanak socialiste (IKS) des années 1980. Mais sur le plan de l'attitude à mener dans le cadre des négociations pour les transferts de compétence, dans le cadre des comités des signataires (État, forces anti-indépendantistes, forces indépendantistes) réunis régulièrement, la position est inversée : en effet, l'Union calédonienne incarne alors la position la plus ferme et la plus radicale, demandant une application au pied de la lettre des Accords de Nouméa et des transferts de compétence plus rapides dans une logique de confrontation avec les anti-indépendantistes ou l'État (ayant décidé notamment de boycotter le Comité des signataires de 2003 ainsi que les cérémonies officielles de la visite du président de la République Jacques Chirac la même année, alors que le Palika y avaient assisté). Le Palika et ses alliés de l'UNI a au contraire adopté une attitude d'apaisement et de négociation permanente avec les loyalistes.
À cette confrontation au sein du FLNKS s'ajoute une véritable multiplication de formations indépendantistes dissidentes de celui-ci : aux deux plus anciennes (la FCCI, très modérée et alliée au Rassemblement-UMP dans une coalition pour former la majorité au Congrès et au sein du gouvernement local, et d'un autre côté le LKS de Nidoïsh Naisseline surtout implanté aux Îles Loyauté et qui semble alors proche à la veille du scrutin de l'Avenir ensemble) s'ajoutent désormais plusieurs autres listes. C'est le cas notamment dans le Sud, ou parmi les 14 listes en présence, six sont nettement indépendantistes et trois se réclament du FLNKS dont, outre celles des deux composantes du front citées ci-dessus, celle de Rock Wamytan, l'ancien président du FLNKS et de l'Union calédonienne mais mis en marge des instances dirigeantes de ces deux formations depuis 2001, qui présente une liste intitulée FLNKS sans en avoir le soutien officiel dans le Sud. On peut citer également dans le sud une liste d'union entre les membres du Comité Rhéébù Nùù, association formée par des coutumiers du Grand Sud pour protester contre l'installation de l'Usine de Goro, et les Verts locaux, emmenés par Raphaël Mapou. Dans les îles également, une partie de mécontents issus de la majorité sortante UC ont formé une liste dissidente baptisée UC Renouveau et emmenée par Jacques Lalié. Enfin, citons le petit Mouvement chiraquien des démocrates-chrétiens (MCDC) de Gabriel Païta et Marcko Waheo, présent à travers des listes dans les trois provinces, qui, tout en se réclamant de Jacques Chirac et de l'UMP, milite pour l'indépendance et a adopté une attitude radicale pour ce qui est de la question foncière.
Ces élections sont donc dominées par deux enjeux majeurs : la question assez traditionnelle de l'avenir institutionnel mais aussi, plus que lors des précédents scrutins, celle de la gestion de la Nouvelle-Calédonie.

## La campagne
Les listes candidates devaient être déposées au service des élections et de la réglementation de la direction de réglementation et de l'administration du Haut-commissariat de la République en Nouvelle-Calédonie entre le 12 et le 18 avril 2004.
Finalement, 31 listes furent déposées sur l'ensemble de la Nouvelle-Calédonie, traduisant ainsi la forte division au sein des deux grandes familles politiques, puisqu'il n'y avait eu que 23 candidatures avancées en 1999. C'est surtout le cas en Province Sud, où 14 formations sont présentes, mais aussi dans les Îles Loyauté avec 8 listes pour seulement 19 000 électeurs. Elles sont 9 en Province Nord.
Seulement 5 mouvements se présentent dans les trois Provinces : le Rassemblement-UMP, l'UNI, l'UC, la FCCI ainsi que le petit parti du Mouvement chiraquien des démocrates-chrétiens. Ces forces politiques représentent alors à elles-seules 15 des 31 listes présentées.
Quatre autres partis briguent les voix des électeurs dans uniquement 2 Provinces : l'Avenir ensemble, le FN et le petit mouvement accordiste Calédonie mon pays en Provinces Sud et Nord, et le LKS dans le Nord et les Îles Loyauté.
Huit autres listes sont alors présentées dans une seule province, soit 6 dans le Sud (dont 3 issue uniquement de la communauté wallisienne et futunienne) et 2 dans les Îles Loyauté.
Une fois ces 31 listes validées par le bureau des élections le 22 avril, la campagne électorale officielle s'est ouverte le 26 avril 2004.
Pour un temps d'antenne total de 3 h 30 minutes et 14 secondes réparties du lundi au vendredi de chacune des deux semaines de campagne à la fois sur Télé et Radio Nouvelle-Calédonie (les diffusions ont lieu après l'édition d'information de la mi-journée à la radio, et après le journal télévisé du soir et la météo, soit vers 19h55, à la télévision), les temps de parole de chaque liste ont été calculés en fonction de la place occupée dans les Assemblées sortantes, à savoir, :
- les trois listes du Rassemblement-UMP : chacune dispose de 22 minutes réparties en quatre émissions, soit en tout une heure et six minutes en douze émissions ;
- les trois listes de l'UNI : chacune dispose de 8 minutes 48 secondes en deux émissions, soit en tout 26 minutes et 24 secondes en six émissions ;
- les trois listes de l'Union calédonienne : chacune dispose de 8 minutes 48 secondes en deux émissions également, soit en tout 26 minutes et 24 secondes en six émissions ;
- les deux listes de l'Avenir ensemble : chacune dispose de 11 minutes 34 secondes en deux émissions, soit en tout 23 minutes et 8 secondes en quatre émissions ;
- les deux listes du FN : celle du Sud dispose de 13 minutes et 12 secondes en trois émissions, et celle de la Province Nord, baptisée « Entente française du Nord », 2 minutes et 9 secondes en une seule émission, soit en tout 15 minutes et 21 secondes en quatre émissions ;
- les trois listes de la FCCI : chacune dispose d'une seule émission de 5 minutes, soit en tout 15 minutes en trois émissions ;
- les deux listes du LKS : chacune dispose d'une seule émission de 5 minutes, soit en tout 10 minutes en deux émissions ;
- les trois listes du Mouvement chiraquien des démocrates-chrétiens : chacune dispose d'une seule émission de 2 minutes et 9 secondes, soit en tout 6 minutes et 27 secondes en trois émissions ;
- chacune des dix autres listes, mineures et ne disposant d'aucun élu sortant, dispose d'une seule émission de 2 minutes et 9 secondes.

### En province Sud
La campagne dans la Province Sud, de loin la plus importante des trois sur le plan démographique, s'est essentiellement articulée autour de la confrontation entre l'Avenir ensemble et le Rassemblement-UMP, tandis que le camp indépendantiste s'y est retrouvé divisé plus que partout ailleurs. Enfin, une particularité à cette province semble être alors celle des listes communautaires wallisiennes et futuniennes dans un contexte de plusieurs années de crises ethniques à Saint-Louis. Les listes y comportaient toutes sinon 50 noms, soit 10 de plus que le nombre de sièges à pourvoir à l'Assemblée de Province.

#### La confrontation Rassemblement-UMP-Avenir ensemble
Il s'agit alors du choc principal de ces élections, marqué par une campagne relativement violente entre les deux forces politiques anti-indépendantistes.

##### Le Rassemblement-UMP
Comme pour tous les scrutins depuis 1989, la liste du Rassemblement en Province Sud est menée par le président fondateur du parti et président sortant de l'Assemblée de province, le député Jacques Lafleur.
La campagne du mouvement est lancée le 17 avril 2004, lors d'un meeting sur l'hippodrome de La Foa pour commémorer les 27 ans du RPCR et où étaient présents entre 8 000 et 10 000 personnes, selon les organisateurs, avec pour slogan : « Du chemin parcouru… aux voies de l’avenir ». En effet, le parti, qui domine la vie politique néocalédonienne depuis 1989 et le camp anti-indépendantiste depuis 1977, tend ainsi à mettre l'accent sur sa légitimité historique ainsi que celle de son chef (en mettant en avant les signatures des Accords de Matignon et de Nouméa) ainsi que sur sa vision de l'avenir institutionnel de l'île et donc de l'évolution de l'Accord de Nouméa, et notamment Jacques Lafleur remet en question la nécessité de réunir à terme un référendum d'autodétermination qui, selon lui, se solderait obligatoirement par un rejet de l'indépendance (ce qui semble fort probable alors au vu de la répartition politique du corps électoral) et qui pourrait alors aboutir à un retour à l'instabilité voir à des affrontements :
« Au bout de ce pacte trentenaire, que nous avons obtenu, que les Calédoniens vivent dans la paix, il va falloir passer à la solution suivante. Est-ce que ce sera un référendum d’auto-détermination que l’on choisira. Certainement pas. Et cela est en train de se discuter. Pour des responsables politiques dignes de ce nom, il faut savoir anticiper dès aujourd’hui. Et nous y travaillons ensemble. Les grands problèmes ethniques de la Nouvelle-Calédonie restent posés. Nous devons les résoudre par le dialogue. Et ce dialogue, nous l’entretenons depuis 1988. Depuis les Accords de Matignon. »(interview du 13 avril 2004 sur la radio RRB, repris par les Nouvelles calédoniennes).
Cette idée d'allier le passé historique du Rassemblement et un projet se voulant avant tout ancré dans l'avenir se retrouve dans la composition même de la liste où sont présents des élus sortants et des poids lourds de longue date (dont Jacques Lafleur mais aussi l'autre député, Pierre Frogier, à la 3e position, ou encore le maire de Nouméa Jean Lèques, à la 5e) ainsi que des personnalités n'ayant jamais été présentées à des provinciales par le parti. Sur les 25 élus sortant en 2004 de l'Assemblée de Province, 15 sont repris, dont 11 avaient été élus dès 1999 et qui sont tous présents dans les 21 premiers noms.
Sur le plan économique, il défend le projet de construction d'usine de traitement de nickel à Goro dans le sud par le groupe canadien Inco, au même titre que le projet SMSP-Falconbridge de l'Usine du Nord.
Mais le RPCR et Jacques Lafleur mènent surtout une campagne contre l'Avenir ensemble, rebaptisée alors par le mouvement et les médias qui le soutiennent (dont le magazine hebdomadaire Les Nouvelles Hebdo) « Trahir ensemble », et taxent ses dirigeants d'arrivisme : « La différence essentielle entre eux et nous, c’est qu’ils veulent remplacer notre système, qui est là pour s’occuper des gens et qui marche, par leur système, qui sera là pour s’occuper d’eux-mêmes. » (Conférence de presse de Jacques Lafleur pour présenter les trois listes du Rassemblement-UMP, le 27 avril 2004). Ils considèrent alors l'Avenir ensemble comme une alliance de circonstance entre des personnalités d'horizons différents (des membres sur le plan national de l'UMP, comme Harold Martin, la plupart des dissidents récents du RPCR mais aussi Sonia Lagarde, ou encore de l'UDF comme Didier Leroux ; une majorité d'anti-indépendantiste mais aussi des indépendantistes dont surtout Christiane Gambey ; des personnalités ayant participé aux négociations de l'Accord de Nouméa et l'ayant signé comme Harold Martin et d'autres ayant alors appelé à voter « non » au référendum validant l'accord en 1998 comme Didier Leroux et l'essentiel du parti Alliance).

##### L'Avenir ensemble
Cette liste commence à voir le jour par le rapprochement entre Didier Leroux, dissident de longue date du RPCR et adversaire de Jacques Lafleur qu'il a forcé à concéder un second tour lors des élections législatives de 2002, et Harold Martin, ancien possible dauphin, avec Pierre Frogier, du chef anti-indépendantiste et son lieutenant pour la « Brousse » mis en marge du RPCR à la suite des municipales de 2001 au cours desquelles il s'était maintenu dans sa commune de Païta contre le candidat officiel du parti. Ce rapprochement est officialisé dans une conférence de presse des deux hommes qui annoncent alors qu'ils présenteront des listes communes pour les provinciales le 8 mars 2004. Reposant alors en partie sur l'Alliance, le mouvement politique créé par Didier Leroux en 1999, l'Avenir ensemble s'enrichit bientôt du ralliement de plusieurs dissidents de plus ou moins longue date du parti de Jacques Lafleur.
Ainsi, le 21 mars 2004, il est annoncé que la tête de la liste en Province Sud sera confiée à Marie-Noëlle Thémereau, qui fut notamment vice-présidente de l'Assemblée de Province de 1996 à 1999 puis la 1re vice-présidence du Congrès de 1999 à 2001 sous l'étiquette du RPCR, avant de démissionner de tous ses mandats et de se mettre alors en retrait de la vie politique en 2001 pour marquer son opposition à la « vision du "fonctionnement des institutions et (à) la prééminence des provinces » défendue alors dans une circulaire par Jacques Lafleur. Elle s'était alors insurgée contre la prédominance politique dans le jeu institutionnel néocalédonien de la Province Sud et de son président Jacques Lafleur.
Ce ralliement s'accompagne le même jour de ceux de Sonia Lagarde, membre de l'Alliance et chef du principal groupe d'opposition à la majorité Rassemblement-UMP au conseil municipal de Nouméa depuis 2001 (« Nouméa, c'est capital"e" »), Isabelle Ohlen, qui elle aussi avait mené sa propre liste baptisée « Tous d'ici » aux municipales de 2001 à Nouméa et unissant des membres de la société civile, notamment issus de son association « Racines », et la FCCI, ou encore l'indépendantiste Christiane Gambey, issue du Libération kanak socialiste et directrice du GIE Tourisme Destination Îles Loyauté. Enfin, le 30 mars, Philippe Gomès, maire de La Foa, ami d'Harold Martin mais militant de toujours au sein du RPCR, rejoint à son tour cette liste et justifie son acte parce que, selon lui, « le RPCR […] n’a pas réussi sa mutation ni démocratisé son fonctionnement et s’est peu à peu coupé du pays réel ».
Cette liste fait alors campagne sur les thèmes de la collégialité que ce soit entre les ethnies ou entre les différentes tendances politiques, du respect de l'Accord de Nouméa et de la construction d'un destin commun. Son programme est alors résumé en « 75 propositions pour un destin commun » avec des mesures phares, notamment dans le domaine social, comme le passage du SMIC à 120 000 Francs CFP (soit 1 005,6 €, contre 100 000 F CFP soit 838 € alors), l'instauration du PACS, la généralisation des allocations familiales, la création d'un observatoire de la condition féminine, une réforme de la fiscalité ou encore le passage à l'euro.
Elle utilise aussi des moyens de campagne variés et assez modernes, comme le lancement fin mars 2004 d'un DVD de 14 minutes en 20 000 exemplaires (dont 18 000 dans le Grand Nouméa). Mais celle-ci s'axe surtout sur une critique ouverte de Jacques Lafleur et du Rassemblement-UMP, que ce soit sur son bilan (en remettant notamment en cause la vente de la concession minière dans le Grand-Sud à Inco ou encore le très controversé projet immobilier sur le terrain dit de Gouaro-Deva à Bourail) ou sur sa façon générale de gérer le territoire (jugée trop autoritaire). Elle milite enfin pour une « autre façon de faire de la politique » reposant sur un « pacte de confiance » avec les électeurs.

#### La division des indépendantistes
Si le FLNKS avait échappé à la division en 1999 dans la Province Sud, contrairement aux divisions qui s'étaient déjà fait jour alors dans les deux autres provinces, le camp indépendantiste est en 2004 plus divisé que jamais alors qu'il s'agit d'une Province traditionnellement opposée à l'indépendance (en 1999, le FLNKS uni n'avait remporté que 6 élus sur 40 à l'Assemblée de Province). Ainsi, il y a 6 listes indépendantiste présentées en 2004.

##### Trois listes représentant le FLNKS
Les deux tendances principales qui s'opposent au sein du FLNKS depuis 2001 sont ainsi présentes, comme dans les deux autres provinces, à travers deux listes distinctes.
- UNI-FLNKS

Menée par le maire Palika de Yaté Adolphe Digoué. Elle comprend, outre les trois formations traditionnelles réunies au sein de l'UNI (le Palika, l'UPM et le RDO), des membres de la fédération locale du PS. Cette dernière, de taille réduite, est notamment composée d'Européens et Wallisiens plus ou moins partisans de l'indépendance dont Michel Jorda (no 5 sur la liste). Dans cette liste, les membres de la communauté wallisienne ou futunienne (très présente en Province Sud où elle constitue le troisième groupe ethnique, notamment dans le Grand Nouméa), sont alors assez représentés avec 11 personnes sur les 31 premiers nom de la liste. Ils sont tous issus du RDO et le chef de celui-ci, Aloïsio Sako, se retrouve à la 3e position de la liste. Il s'agit sinon d'une formation assez nouvelle, puisque sur les 3 élus sortants de l'UNI à l'Assemblée de Province, seul Aloïsio Sako est repris. De plus, seules 5 personnes sont reprises de la liste unique du FLNKS présentée en 1999 : Adolphe Digoué (qui était alors à la 10e position, no 1 en 2004), Aloïsio Sako (qui était à la 4e position, no 3 en 2004), Madeleine Ounou (no 18 en 1999, no 20 en 2004), Patrick Nicar (no 47 en 1999, no 21 en 2004) et Jean-Michel Hoveureux (no 14 en 1999, no 23 en 2004). Cette liste défend alors un programme en 14 points, dont notamment la création d'un « ministère de l'Environnement » dans le gouvernement local mais en s'axant surtout sur le gel du corps électoral et la défense de l'emploi local, avec pour slogan « Faisons émerger notre pays » et se veut « La seule liste d’union ».
- UC

Elle est présente seule dans une liste menée par Charles Pidjot ainsi que par Nicole Waïa, avec pour but de « faire appliquer l’Accord de Nouméa dans l’esprit et la lettre ». Contrairement à la liste UNI, celle de l'UC conserve en son sein des visages connus. Ainsi, non seulement les trois élus sortants UC de l'Assemblée de Province (Charles Pidjot, Nicole Waïa et Gérald At-Chee) sont repris, mais de plus ils forment le trio de tête de la liste. Sur les 50 noms de la liste, 9 étaient déjà présents sur celle FLNKS de 1999.
- FLNKS Pour l'Indépendance

À cela s'ajoute une troisième liste, baptisée « Le FLNKS pour l'Indépendance », menée par Rock Wamytan, chef de la tribu de Saint-Louis, qui fut le dernier président unitaire du FLNKS de 1995 à 2001 et président de l'UC de 1999 à 2001. Mis à l'écart des instances dirigeantes de ces deux formations, Rock Wamytan appelle alors à recentrer l'action du FLNKS sur la revendication de l'indépendance sur laquelle, selon lui, « cet accord (de Nouméa) doit nécessairement déboucher ». On retrouve alors derrière Rock Wamytan plusieurs personnalités déjà candidates en 1999, dont 6 fidèles issus de la liste FLNKS unie qu'il conduisait en 1999 et essentiellement présents en 2004 parmi les 10 premiers noms de la liste : Julien Boanemoi (no 16 en 1999, no 3 en 2004), Pierre Ayawa (no 34 en 1999, no 5 en 2004), Hubert Newedou (no 44 en 1999, no 7 en 2004), Hilarion Vama (no 23 en 1999, no 9 en 2004), Jacques Yengo (no 33 en 1999, no 15 en 2004) et Henri Bailly (no 46 en 2004, no 49 en 1999). Deux femmes candidates en 1999 sur deux autres listes non FLNKS sont également présentes : Yolande Moenteapo, no 5 de la liste accordiste « Citoyens ensemble » du juriste et auteur Dany Dalmayrac en 1999 et no 6 de celle de Rock Wamytan en 2004, et même une issue du parti pourtant anti-indépendantiste de Didier Leroux Alliance, à savoir Victorine Wimbe (no 18 en 1999, no 16 en 2004).

##### De nombreuses listes mineures
- FCCI

Critiquée par le FLNKS pour son alliance au Congrès et au Gouvernement avec le RPCR depuis 1999, et affaiblie par la dissidence de Raphaël Mapou qui désormais milite plus particulièrement contre le projet d'usine du Sud, la FCCI fait campagne sur le thème de la construction d'une « citoyenneté à laquelle chacun peut se référer » et d'un débat politique transcendant les camps traditionnels. La liste FCCI dans le Sud est menée par François Burck, ancien président de l'Union calédonienne au début des années 1990, président de la FCCI et maire de Moindou depuis 2001 grâce au soutien du RPCR, il était en seconde position sur la liste du parti en 1999, derrière Raphaël Mapou.
- Patrimoine et environnement avec les Verts

Une liste intitulée « Patrimoine et environnement avec les Verts » est formée par l'alliance du Comité Rhéébù Nùù (groupe de pression et d'action militante unissant des coutumiers et des hommes politiques essentiellement issus de l'extrême sud de la Grande-Terre, et plus particulièrement de la commune de Yaté, pour s'opposer au projet de construction d'usine Goro Nickel par le groupe canadien Inco) de Raphaël Mapou (no 1 de la liste) et la section locale des Verts, dirigée par Didier Baron (no 3). Raphaël Mapou, ancienne figure du Palika dans les années 1980 et 1990 puis de la FCCI qu'il avait contribué à créer (et dont il était la tête de liste aux provinciales en 1999 dans le Sud), est alors particulièrement médiatisé pour ses nombreux coups de force menées contre l'usine du sud et cible ses attaques sur le RPCR et son ancien parti. La liste défend deux principales revendications : « repositionner nos usines et nos mines dans le cadre du développement durable » où les Kanaks auraient un rôle de premier plan, et la défense et la stabilisation du patrimoine foncier coutumier.
- Mouvement chiraquien des démocrates chrétiens - UMP

Bien que se réclamant de l'UMP et de la droite nationale, ce parti est proche du mouvement indépendantiste, même si l'un de ses fondateurs, Marcko Waheo, qui mène la liste en Province Sud, a autrefois milité au sein du RPCR. Surnommée la « liste de l'article 75 », l'essentiel de son programme étant fondé sur l'interprétation particulière par Marcko Waheo de l'Article 75 de la Constitution française de 1958 : il revendique ainsi que les personnes de statut civil coutumier (donc en dehors du droit civil commun, à savoir les Kanaks mais aussi les wallisiens et futuniens), et qui, selon l'article 75, n'ont donc pas encore renoncé à leur statut personnel ne sont pas touchés par les obligations de l'article 34 et en particulier les loyers mais aussi l'impôt, le paiement de l'eau et de l'électricité. Bien que contredit par plusieurs juristes et constitutionnalistes qui lui reprochent de confondre statut civil (relatif aux mariages et aux successions qui peuvent donc obéir à des règles particulières selon que l'on appartient à un statut commun ou coutumier) et civique (détenu par tous les citoyens français, qu'ils soient de statut commun ou coutumier, qui répondent aux mêmes droits et devoirs dont ceux de payer des impôts ou de respecter tout contrat ou bail signé) et d'oublier l'article 9 de la loi organique de 1999 relative à la Nouvelle-Calédonie qui spécifie clairement que : « Dans les rapports juridiques entre parties dont l'une est de statut civil de droit commun et l'autre de statut civil coutumier, le droit commun s'applique », Marcko Waheo revendique la gratuité des logements et de toutes les charges liées (eau, électricité, taxes ou impôts fonciers divers) pour ces personnes de statut coutumier et les appelle à la désobéissance civile, entraînant une vague de loyers impayés et donc d'expulsions au sein du principal bailleur du logement locatif social en Nouvelle-Calédonie, la Société immobilière calédonienne (SIC), entre le second trimestre de 2003 et les élections de mai 2004.

#### Multiplication des «alternatives» aux deux blocs dominants

##### Le Front national
Le FN espère plus que jamais améliorer son score de 1999, où il avait obtenu un peu plus de 5 000 voix et environ 10 % des suffrages. En effet, ses deux candidats aux législatives de 2002 avaient dépassé les 5 600 voix, en sachant que ce parti d'extrême-droite a alors réalisé l'essentiel de ce score dans les communes de la Province Sud. Et à l'élection présidentielle de 2002, Jean-Marie Le Pen avait obtenu sur le Territoire 6 610 voix (mais était arrivé en troisième position, derrière Jacques Chirac et Lionel Jospin) au premier tour et 12 125 au second.
De plus, le FN espère rallier une partie de l'électorat wallisien et futunien en raison de sa forte mobilisation pour la défense de cette communauté lors des évènements de Saint-Louis ou pour demander la libération de Laurent Vili (dont le cas est détaillé plus bas, au chapitre sur le vote océanien), attitude qui lui vaut le ralliement d'une partie des membres du parti ethnique polynésien radical Rassemblement océanien pour la Calédonie (ROC).
Enfin, il compte également sur les déçus de l'Accord de Nouméa, qu'il a toujours combattu, en se posant notamment comme le défenseur de la propriété privée contre les revendications coutumières dans plusieurs conflits fonciers, ou s'impliquant dans le débat au sujet du corps électoral restreint glissant ou gelé, auquel il s'oppose massivement.
La liste, comme en 1999, est menée par le secrétaire territorial de la section local du parti, Guy George, et ses cinq élus sortants figurent parmi les sept premiers noms de la liste (par rapport à 1999, la nécessité de la parité fait que Bianca Hénin, numéro 3 en 1999 et désormais numéro 2, échange sa place avec Bernard Herpin, que Pierre Mariotti, numéro 4 en 1999, se retrouve à la cinquième place pour permettre à une femme, Marie-Josée Gomez, de s'intercaler entre Herpin et lui, et le numéro 5 et dernier élu lors du dernier scrutin, Christophe Delière, passant à la septième place au profit de Jocelyne Payandi). Les Wallisiens et Futuniens ralliés du ROC, véritables nouveautés de la liste, ne sont présents qu'à partir de la neuvième place avec notamment Jean-Baptiste Felomaki (9e), José-Fernando Agostinho (11e) ou Yvette Pauga (16e).
Son programme, outre ses propositions radicales vis-à-vis de l'Accord de Nouméa et des revendications foncières, est essentiellement axé sur un développement économique passant par l'achèvement des projets de construction des usines du Sud et du Nord, afin d'assurer un « niveau de vie […] digne de notre appartenance à cette grande nation qu’est la France ». Il défend également l'idée de la création d'une Union des territoires français du Pacifique qui uniraient les collectivités de la France en Océanie afin de renforcer le poids des territoires francophones dans la région.

##### Les «accordistes»
Les habitants de la Province Sud retrouvent deux candidats « accordistes », c'est-à-dire voulant se concentrer avant tout sur le dialogue entre les communautés afin de construire une forte autonomie et un destin commun tout en dépassant les clivages traditionnels entre partisans et opposants de l'indépendance. Désormais habitués des grands rendez-vous électoraux locaux, il s'agit de Jean-Raymond Postic et de l'ancien allié de Didier Leroux Thierry Valet.
- Calédonie mon pays

Jean-Raymond Postic avait créé en 1995 le parti centriste, voire de centre gauche, Génération Calédonienne en vue des élections provinciales de cette année, avec pour motif de lutter contre la corruption et pour plus d'autonomie locale. Absent en 1999, il est candidat aux élections législatives dans la 1re circonscription (Nouméa, île des Pins et îles Loyauté) en 1997 et 2002, c'est un habitué des scrutins électoraux, en ne dépassant guère les quelques centaines de voix à chaque fois. Se définissant comme « ni loyaliste, ni indépendantiste, mais simplement "accordistes" », il n'hésite pas à s'allier avec les indépendantistes du FLNKS lors des élections municipales de 2001 à Nouméa, où il est réélu (il était déjà conseiller municipal depuis 1995) en seconde position sur la liste « Alternative citoyenne » emmenée par l'Union calédonienne Gérald Cortot.
Allié depuis 2002 avec Éric Douyère, enseignant et éleveur « caldoche » de « Brousse », avec lequel il a fondé tout d'abord le Mouvement pour réussir l'Accord de Nouméa (MPRAN), sous les couleurs duquel les deux hommes ont été candidats dans les deux circonscriptions législatives en 2002, puis, en décembre 2003, le parti Calédonie mon pays. Estimant que le débat sur l'indépendance est désormais « dépassé », il veut créer alors une vraie identité néocalédonienne, passant par un programme très autonomiste :
- la citoyenneté, et notamment la priorité à l'emploi local, la régulation de l'immigration et l'installation de signes identitaires, estimant que « tous ces logos provinciaux ne favorisent pas l’émergence d’un sentiment fort d’appartenance à un même pays » ;
- un « vrai gouvernement de la Nouvelle-Calédonie » qui « garantisse un fonctionnement équilibré des différentes institutions dans l’intérêt supérieur de l’ensemble des habitants », et luttant contre toute forme de corruption ;
- la lutte contre la fracture sociale, notamment en faveur des « jeunes qui vont construire leur avenir », attirer l'électorat jeune étant un des principaux enjeux de cette élection, car le plus indécis et le plus sensible à la rhétorique « accordiste » (n'ayant pas ou peu connus les Évènements et ayant grandi avec les négociations des accords et les appels des différents camps à construire le « destin commun »)[32], ou encore par l'instauration d'un impôt sur les grandes fortunes et le développement du rééquilibrage économique en faveur des deux autres Provinces[33].

Il conduit une liste largement constituée d'individus venus de la société civile, certains totalement nouveaux sur la scène publique, comme sa seconde de liste Hélène Huyard, assistante sociale, d'autres déjà connus du grand public, comme Gil Moglia qui arrive en troisième position. Celui-ci, restaurateur, animateur d'une émission de cuisine pendant plusieurs années sur Télé Nouvelle-Calédonie, l'antenne locale de RFO, fut en effet en 2002 le principal porte-parole, en tant que président de l'Union des travailleurs indépendants de Nouvelle-Calédonie (UTINC), de la colère sociale contre la réforme de la Caisse de compensation des prestations familiales, des accidents du travail et de prévoyance des travailleurs salariés (CAFAT, la Sécurité sociale locale) dite du « Régime unifié d’assurance maladie-maternité (RUAMM) ». Autre figure marquante, mais présente qu'à la 49e et avant-dernière position (et donc non inéligible), l'historien spécialiste du bagne Louis-José Barbançon.
- Avance

Thierry Valet était un ancien élu à la Province Sud et au Congrès en 1995 sous les couleurs d'« Une Nouvelle-Calédonie pour tous (UNCT) », le premier parti d'importance créé par des dissidents du RPCR sous la direction de Didier Leroux. Candidat aux législatives de 1997 dans la 2e circonscription sous les couleurs de l'UNCT, il quitte toutefois cette formation en mai 1998. Dans un contexte de négociations qui vont amener à la signature de l'Accord de Nouméa, Thierry Valet accepte en effet de participer à la table des discussions contre l'avis du parti de Leroux qui s'y oppose fortement. Il fonde alors, avec 2 autres élus ex-UNCT au Congrès, le mouvement Renouveau qui s'allie dans un groupe commun avec les indépendantistes modérés de la FCCI et passe un accord de majorité avec le RPCR.
Aux élections provinciales de 1999, il défend l'idée du dialogue et de la fin de la confrontation politique traditionnelle entre partisans et opposants de l'indépendance, mais n'obtient aucun élu. Il revient sur le devant de la scène donc en avril 2004 une liste baptisée Avance, essentiellement issue de la société civile et sur un programme nettement plus loyaliste qu'en 1999 : tous ses colistiers sont en effet anti-indépendantistes et hostiles au corps électoral gelé. Thierry Valet garde néanmoins des accents « accordistes » dans le sens où il veut sortir du débat « indépendance ou pas » pour plutôt se poser la question de « savoir ce que l’on fait de l’outil Accord de Nouméa ». Contrairement à Jean-Raymond Postic, il estime que ce dernier est « perfectible » et a été dévoyé par une interprétation trop indépendantiste, mais partage avec ce dernier la recherche d'un « mieux- être pour tous, une justice sociale accrue et une économie qui donne sa chance à chacun ».

##### Une nouvelle donne: le vote communautaire wallisien et futunien
Alimentée par un exode quasi permanent depuis les années 1970 en provenance des îles de Wallis-et-Futuna, la communauté polynésienne ne cesse d'augmenter au point de représenter en 1996 (dernier recensement ethnique en date) 9 % de la population totale, et surtout 12,86 % de la population de la Province Sud, où elle est en très grande majorité concentrée (97,39 % de la population wallisienne et futunienne résidait en 1996 dans cette Province, et 93,01 % dans le Grand Nouméa). Or, une partie de cette communauté s'estime lésée par les acteurs institutionnels des deux camps qui n'ont rien fait pour activer le pacte de développement de Wallis-et-Futuna prévu par l'Accord de Nouméa, par le corps électoral restreint, par la politique de favoritisme de l'emploi « local » et par la non reconnaissance, dans le statut coutumier, de leurs représentants traditionnels. De plus, un profond ressentiment à l'encontre des Kanaks s'est particulièrement développé au sein de cette population après les affrontements opposant alors depuis décembre 2001 les mélanésiens de la tribu de Saint-Louis et les Wallisiens et Futuniens du lotissement voisin de l'Ave Maria, au Mont-Dore, à quoi s'est ajouté des rivalités claniques au sein de la communauté kanak de la tribu : causant trois morts (deux Mélanésiens et un Wallisien) et de nombreux blessés, ce conflit n'a cessé de s'envenimer et à entraîner l'évacuation progressive par les forces de l'ordre de l'Ave Maria, le nombre d'habitants y passant d'environ un millier et 171 familles à la fin 2001 à seulement une cinquantaine de foyers et donc 300 personnes en juin 2003. Tous ces éléments font du vote communautaire wallisien et futunien l'un des enjeux majeurs de la campagne, compris par tous les grands partis mais provoquant la multiplication des listes destinées exclusivement à cet électorat.
- Mouvement des citoyens calédoniens (MCC)

Ancien fondateur du Rassemblement démocratique océanien (RDO), seul mouvement indépendantiste issu de la communauté wallisienne et futunienne et composante du FLNKS, Aukusitino « Tino » Manuohalalo a ainsi été membre, sous les couleurs du front indépendantiste, du premier gouvernement de Pierre Frogier, chargé de la Protection sociale et de la Santé, du 3 avril au 1er octobre 2001 puis du 31 octobre 2001 au 13 novembre 2002. Lors de la formation du gouvernement suivant le 28 novembre 2002, il est écarté de la liste FLNKS pour la formation de l'exécutif, les dirigeants indépendantistes lui reprochant d'être « trop proche du Rassemblement », mettant en cause le fait que certains de ses collaborateurs aient emménagé dans le nouveau siège du gouvernement construit en face de l'Hôtel de la Province Sud, bravant ainsi le mot d'ordre du FLNKS qui avait appelé à boycotter ce qu'elle appelait alors « l'annexe de la Province Sud ».
Pour protester contre son éviction, Tino Manuohalalo décide de démissionner du RDO et du FLNKS le 9 décembre 2002. Il fonde finalement son propre parti, le Mouvement des citoyens calédoniens (MCC), le 12 avril 2003 : bien que ne se voulant pas « ethnique » et appelant à se concentrer sur la construction d'une « citoyenneté calédonienne », il est alors essentiellement composé par des membres de la communauté wallisienne et futunienne. Appelant à créer une troisième voie entre indépendance et maintien dans la République, il soutient l'idée d'une « large autonomie » dans laquelle les compétences rétrocédées par l’État seraient correctement assumées, et critique fortement le FLNKS qui, selon lui, « se bat pour que les Kanaks restent au centre du dispositif en restreignant au maximum la citoyenneté des autres », ainsi que le RDO, « totalement inféodé » au front indépendantiste.
Bien qu'initialement indépendantiste, devenu désormais autonomiste, et situé à la gauche de l'échiquier politique néocalédonien, il se rapproche de la droite par son opposition au FLNKS et son engagement dans la crise de Saint-Louis. Il fait notamment partie du comité de soutien à la libération de Laurent Vili, un wallisien de l'Ave Maria accusé d'être l'assassin du kanak Jean-Marie Goyeta mais qui a toujours clamé son innocence et est devenu le symbole de la communauté polynésienne de Saint-Louis (Laurent Vili a totalement été blanchi aujourd'hui de toute responsabilité dans la mort de Jean-Marie Goyeta).
Son programme pour les provinciales est surtout axé sur la formation des jeunes et l'amélioration de l'insertion des wallisiens et futuniens dans le tissu économique et social local ainsi que dans la citoyenneté calédonienne. Il affirme également que, s'il obtenait des élus, il travaillerait à l'Assemblée de Province avec une majorité dominée par le Rassemblement-UMP. Pour ce qui est du corps électoral, il souhaite définir la notion de « citoyen calédonien » avant toute chose et, pour trouver un compromis entre le corps glissant voulu par les loyalistes et le corps figé défendu par les indépendantistes, il propose un compromis basé sur la distinction du référendum d'autodétermination et des élections provinciales.
Pour le FLNKS, le MCC n'est qu'une « créature » du Rassemblement-UMP créé pour déstabiliser le RDO, à l'instar de la FCCI que le front indépendantiste a toujours considéré comme un strapontin du principal parti loyaliste né pour concurrencer l'Union calédonienne et le Palika.
- Union océanienne (UO)

Fondé en 1989, il s'agit du premier parti politique en Nouvelle-Calédonie représentant spécifiquement la communauté wallisienne et futunienne à s'être totalement affranchi du RPCR, il a toujours milité pour une meilleure entente entre Polynésiens et Mélanésiens, tout en restant anti-indépendantiste. En 1992, l'UO se divise en deux tendances : l'une indépendantiste emmenée d'Aloïsio Sako qui fonde le RDO en 1994 et qui rejoint le FLNKS ; l'autre plus centriste, emmenée par Mikaële Hema mais qui disparaît pendant près de 10 ans du paysage politique néocalédonien.
Il ne renaît de ses cendres qu'à la fin novembre 2003, en vue des provinciales, afin de dénoncer le fait que les Polynésiens semblent être devenus les « moutons noirs » du Territoire, et avec comme proposition principale d'introduire une dose de discrimination positive dans les Provinces et au Congrès pour être mieux représentés dans les institutions.
Il met également l'accent dans son programme sur le développement du logement social, qu'il veut d'un « style océanien », de l'emploi, de la formation et de la culture océanienne. Si c'est une femme, Soana Simutoga, qui prend la tête de la liste, et si celle-ci comporte essentiellement des trentenaires et quadragénaires, c'est Mikaële Hema, présent en seconde position, qui réellement dirige la formation lors de la campagne.
- Rassemblement océanien dans la Calédonie (ROC)

Fondé en janvier 2004, il adopte un discours plutôt radical visant à « sensibiliser sur les problèmes dont souffre la communauté wallisienne et futunienne » et sur « l’épuration ethnique de Saint-Louis », le ROC était initialement censé réfléchir à une alliance sur une liste loyaliste non-RPCR. Mais ce nouveau mouvement s'oriente petit à petit vers la constitution d'une nouvelle liste ethnique, provoquant le départ de certains de ses dirigeants, dont Jean-Baptiste Felomaki, pour le Front national.
Emmenée par Mikaële Tuifua, elle défend un programme en 5 points :
- augmenter la participation des Wallisiens et Futuniens à l'économie et aux décisions politiques,
- l’accession de tous à la propriété, qu’elle soit rurale ou citadine, et s'oppose ainsi à l'évacuation de l'Ave Maria,
- du travail pour tous,
- une éducation scolaire d'excellence visant à atteindre des études supérieures,
- un développement des bourses d'études.

### En province Nord
La campagne dans la Province Nord, oppose surtout l'équipe dirigeante sortante du Palika (alliée cette fois-ci à l'UPM et au RDO) à l'UC. La fracture du camp anti-indépendantiste s'y retrouve également. Néanmoins, la politique menée depuis 1999 ayant fait généralement l'unanimité au sein de l'Assemblée, la campagne y est nettement moins virulente que dans les deux autres provinces. Les listes y comportaient toutes sinon 32 noms, soit 10 de plus que le nombre de sièges à pourvoir à l'Assemblée de Province.

#### La division du FLNKS
Après l'échec du congrès de Dumbéa du 13 décembre 2003, les quatre composantes du FLNKS (Palika, Union calédonienne, Union progressiste en Mélanésie et Rassemblement démocratique océanien) n'ont pas réussi à se mettre d'accord ni sur une présidence unitaire, ni sur un programme commun pour les provinciales. Finalement, la rupture est consommée le 29 février 2004, avec la constitution de deux listes distinctes dans les trois provinces, et notamment dans le Nord une unissant le Palika à l'UPM et au RDO sous le terme d'Union nationale pour l'indépendance (UNI), et une pour l'UC.

##### UNI
Le président sortant de la Province, Paul Néaoutyine, déclare que sa candidature ne fait pas « contre quelqu’un, mais pour faire aboutir un idéal, un projet de société avec des valeurs de gauche » et estime que : « Avec l’Accord de Nouméa et les transferts de compétences, nous sommes déjà entrés dans l’indépendance, nous assumons déjà des responsabilités de même nature que celles des nations souveraines ». Il fait campagne sur les thèmes de l'aboutissement du projet d'usine du Nord à Koniambo en partenariat avec Falconbridge, la notion de développement durable, pour la poursuite de « la politique de solidarité au profit des exclus et des plus défavorisés » et un aboutissement de l'accord de Nouméa par la concertation pour « ancrer la citoyenneté par la valorisation de l’identité Kanak, par la mise en place des signes identitaires et la protection de l’emploi citoyen ». Son but affiché est d'obtenir la majorité absolue à l'Assemblée de Province.
Si le trio de tête de la liste Palika de 1999 est reconduit légèrement dans le désordre (Déwé Gorodey, parité oblige, passe ainsi de la 3e à la seconde position de la liste, échangeant sa place avec le maire de Voh Guigui Dounehote), mais sur les 9 élus sortant de la liste de 1999 (8 élus à l'Assemblée et la vice-présidente du gouvernement Déwé Gorodey), seulement sept sont repris en 2004 et seulement cinq parmi les 11 premiers noms : Paul Néaoutyine (no 1), Déwé Gorodey (no 3 en 1999, no 2 en 2004) Guigui Dounehote (no 2 en 1999, no 3 en 2004), Jean-Pierre Djaïwé (no 4 en 1999, no 7 en 2004), Daniel Poigoune (no 7 en 1999, no 11 en 2004), Jean-Yves Pouporon (no 9 en 1999, no 13 en 2004) et Moïse Gowecee (no 6 en 1999, no 17 en 2004). Quatre autres candidats Palika non élus en 1999 sont également présents : Joseph Goromido qui voit sa position renforcée puisqu'il monte de la 10e place en 1999 à la 5e en 2004 (consacrant ainsi son nouveau poids politique obtenu en 2001 par son élection à la mairie de Koné), Philippe Govalou-Arhou qui reste à la 21e place et deux qui au contraire ont chuté à des positions non éligibles : Jeanne Emma Niandou qui passe de la 17e place à la 26e et Gérard Wahoulo de la 18e à la 29e position. Alors qu'il n'y avait que quatre femmes sur la liste Palika en 1999, dont deux furent élues, l'UNI respecte en 2004 le principe de la parité et de l'alternance entre un homme et une femme. De plus, le Palika ne fait pas cette fois-ci cavalier seul, et a donc dû ouvrir sa liste aux représentants des deux autres petites composantes du FLNKS qui se sont alliées à lui. La wallisienne du RDO Angela Manakofaiva est ainsi introduite à la sixième position, et les UPM Victor Tutugoro (chef du parti et porte-parole du bureau politique du FLNKS, no 3 sur la liste UPM en 1999) et Jean-Baptiste Moilou (maire des îles Belep, no 16 sur la liste UPM en 1999) sont respectivement présents en neuvième et dix-neuvième position. Certains dirigeants de l'UPM ont toutefois reproché au Palika de déconsidéré leurs partis et le maire de Poum, Emmanuel Dayé, issu de ce petit parti, a décidé de mener la liste présentée sous le nom « LKS KAP Identité Nord ».

##### Union calédonienne
Le programme de l'UC porte avant tout sur une réalisation « pleine et entière » de l'accord de Nouméa, avec la mise en place des transferts de compétences et de la priorité à l'emploi local. Il propose également la mise en place d'une TVA à la place des taxes à l'importation et la suppression de la TSS pour lutter contre l'inflation, de « la promotion à des niveaux d’emplois mieux rémunérés » par la formation initiale et continue pour lutter contre les inégalités sociales et le chômage et met l'accent lui aussi sur la réalisation de l'usine du Nord même s'il estime qu'il « ne suffira pas à résorber tout le chômage et les inégalités ainsi que le dénuement dans lequel se trouvent trop de nos administrés ».
C'est le président du parti, ancien numéro 4 sur la liste FLNKS (en réalité dominée par l'UC) de Bernard Lepeu en 1999 et devenu le principal porte parole de la nouvelle ligne du mouvement fondée sur une interprétation radicale et sans concession de l'Accord de Nouméa, Pascal Naouna, qui mène cette liste. Il prend en seconde position une personnalité bénéficiant d'un réel poids moral au sein de l'UC, Caroline Machoro, signataire des accords de Matignon en 1988 et sœur d'Éloi Machoro, tué lors d'une intervention de la gendarmerie au cours des Évènements des années 1980 et considéré par beaucoup de militants du FLNKS comme un martyr de la cause indépendantiste. Et alors que la liste présentée par l'UC lors du précédent scrutin ne comportait que trois femmes, la parité a obligé la formation à trouver 16 noms de personnalités féminines (l'unique élue sortante de l'UC dans le Nord, Gabriella Palaou qui passe de la cinquième place en 1999 à la quatrième en 2004, à quoi il faut ajouter 15 nouvelles femmes) qui ont toutes fait l'objet d'une formation spécifique au fonctionnement des institutions et au travail d'élu provincial et du Congrès. Sur les 16 hommes de la liste, 10 étaient déjà candidats en 1999, dont les cinq élus sortant masculins. Les no 1, 3, 5 et 7 de la liste font partie de ces derniers et figuraient donc déjà dans les sept premiers noms avancés par l'UC lors des dernières élections : il s'agit respectivement de Pascal Naouna (no 4 en 1999), Cézelin Tchoeaoua (no 2 en 1999 et vice-président de l'Assemblée sortante), Bernard Lepeu (tête de liste en 1999 et président du groupe UC au sein du Congrès sortant, il a présidé le parti de 1996 à 1999) et Daniel Goa (déjà no 7 en 1999). Parmi les nouveaux arrivants, on peut citer, en neuvième position, Gilbert Tyuienon, maire de Canala depuis 2001.

#### La division du camp anti-indépendantiste
En 1999, le RPCR avait déjà dû faire face à la présence d'une autre liste loyaliste, baptisée « Développons ensemble pour construire l'avenir » (DECA) et emmenée par un dissident du parti de Jacques Lafleur, le maire de Koumac Robert Frouin (unique maire anti-indépendantiste de la Province), c'est véritablement en 2004 que le camp anti-indépendantiste connaît un réel éclatement. On y retrouve, outre le Rassemblement-UMP, une liste Avenir ensemble et même une formation soutenue par le FN (c'est la première fois que le parti d'extrême-droite est présent dans cette Province) et baptisée « Entente française du Nord ».

##### Le Rassemblement-UMP
Le Rassemblement-UMP fait essentiellement campagne dans le Nord sur le thème de la sécurité : « la sécurité foncière, la sécurité sur les routes, la sécurité dans nos maisons et sur nos propriétés, la sécurité institutionnelle enfin qui permettra de réussir le pari de la solidarité, avec le rééquilibrage et la formation des jeunes qui va avec », tout en appelant au vote unique pour éviter une dispersion des voix loyalistes qui pourrait entraîner une sous représentantion de ce camp voire son absence totale de l'Assemblée provinciale, et en mettant en avant le rôle d'interlocuteur de la majorité indépendantiste acquis par le Rassemblement qui a voté pour la plupart des textes présentés à l'Assemblée de Province au cours de la mandature et qui « a su gagner l’écoute, la confiance et le respect de nos adversaires. Les indépendantistes savent désormais que nous œuvrons tous pour le territoire en général et la Province nord en particulier ».
La même équipe dirigeante qu'en 1999 est reconduite en 2004, avec une liste dirigée pour la seconde fois par France « Poupoune » Debien, éleveur « caldoche » ou « broussard » de Témala à Voh et élu à l'Assemblée de Province et au Congrès depuis 1999. Si l'arrivée massive des femmes modifie légèrement l'ordre des candidats, les quatre élus sortants et l'unique membre du Gouvernement RPCR sont tous repris parmi les treize premiers noms de la liste : Maurice Ponga (Kanak de Kouaoua, le membre du Gouvernement en question, no 2 en 1999 et no 3 en 2004), Guyèdre Wamedjo (maire kanak de Poya depuis 2001, no 6 en 1999 et no 5 en 2004), Gérard Poadja (Kanak, no 4 en 1999 et no 7 en 2004), Jean-Jacques Afchain (Caldoche receveur des postes à Poindimié, no 5 en 1999 et no 11 en 2004) et Patrice Lecaille (Caldoche, no 3 en 1999 et no 13 en 2004). Sur les 18 nouvelles personnalités de la liste, 13 sont des femmes (toutes les femmes présentes de la 4e à la 28e places) et trois des cinq femmes présentes en 1999 sont reprises (surtout Céline Vauthier, jeune Caldoche de Poindimié, âgée de 41 ans, qui passe de la 31e à la seconde position ; les deux autres femmes ne sont pas en situation éligible, à savoir Nancy Castel, 21e en 1999 et 30e en 2004, et Yasmina Metzdorf, 12e en 1999 et 32e et dernière en 2004). Et sur les 16 hommes de la liste, 11 étaient déjà présents en 1999 (dont 7 parmi les 15 premiers noms).

##### Avenir ensemble
Comme dans le Sud, cette liste comprend tout d'abord des dissidents récents du Rassemblement-UMP qui l'ont quitté par solidarité avec Harold Martin : parmi ceux-ci on peut citer la tête de liste Éric Babin, éleveur Caldoche à Témala sur la commune de Voh, comme France Debien, et ancien membre RPCR du Congrès de 1995 à 1999 ; Bernard Nénou, le no 3 de la liste, fils de l'ancien député kanak anti-indépendantiste Maurice Nénou décédé en 1996, et jusqu'à décembre 2003 président de la section RPCR de Poindimié ; ou encore Christian Desprez, no 5 de la liste, 1er adjoint au maire de Poindimié et no 8 sur la liste RPCR dans le Nord en 1999.
La liste Avenir ensemble puise ensuite ses membres au sein des militants du parti Alliance dans le Nord, qui pour la plupart proviennent de l'ancien mouvement « Développer ensemble pour construire l'avenir » (DECA) du maire de Koumac Robert Frouin. Ce dernier apporte d'ailleurs son soutien moral à la liste, puisqu'il y est présent mais en position inéligible, à la 31e et avant-dernière place, en raison de sa volonté de se retirer progressivement de la vie politique, et tient une place importante dans la campagne. De plus, l'Alliance est notamment représentée par Armande Duraisin en seconde position (2e adjointe de Robert Frouin à Koumac et 16e sur sa liste en 1999), Myriam Baledier en 4e (chef d'entreprise à Kaala-Gomen, no 10 sur la liste DECA en 1999), Fernand Martin en 11e (no 9 sur la liste DECA en 1999), Robert Whaap à la 21e (4e adjoint de Robert Frouin et élu sur sa liste d'ouverture « Pour un progrès communal » à Koumac, indépendantiste qui était en 9e position sur la liste UPM en 1999) et Marie-Joséphine Dieuma en 22e places (no 26 sur la liste DECA en 1999).
Estimant que les habitants de la Province Nord sont « les "oubliés" et les "sacrifiés" de l’Accord de Nouméa », l'Avenir ensemble met l'accent dans cette Province sur le rééquilibrage qui doit passer, selon lui, sur plus de consensus et de collégialité au sein des institutions ainsi que sur le projet d'usine du Nord, mais aussi sur plusieurs promesses sociales telles que : la généralisation des allocations familiales, la création d’une allocation de logement personnalisée, l'augmentation du SMG à 120 000 Francs CFP (1 005,6 euros), la mise en place de prêts à taux zéro sur trente ans pour les jeunes agriculteurs, la priorité aux abattages Ocef pour les éleveurs du Nord, la construction d’un lycée d’enseignement général dans le Nord-Ouest, l'ouverture d’un lycée d’enseignement professionnel, l'implantation d’une section du SMA sur la côte est, la pérennisation du taux du Régime unifié d'Assurance maladie et maternité (RUAMM), l'annulation des pénalités de retard, la création d’une tranche d’impôt sur les sociétés à 15 % sur les 5 premiers millions de bénéfices ou encore l'exonération complète de cotisations patronales pendant une durée d’une année, pour toute entreprise recrutant un jeune de moins de 26 ans. L'objectif annoncé de cette liste est alors d'obtenir quatre ou cinq élus à l'Assemblée de Province.

##### «Entente française du Nord»
Soutenue par le FN local, qui se retrouve donc pour la première fois depuis 1989 représenté lors d'une élection provinciale dans le Nord, elle est emmenée par Yannick Lechevalier, cultivateur à Koniambo dans la commune de Koné. Cette liste profondément loyaliste fait essentiellement campagne sur le thème de la « stabilisation du foncier » sur la base du respect de la propriété privée et pour lutter contre les revendications foncières, jugées excessives, des Kanak.

#### Les alternatives indépendantistes et «accordistes»

##### FCCI
La FCCI est avant le scrutin plutôt bien implantée dans le Nord, où elle constitue la troisième force politique à l'Assemblée avec 4 élus depuis 1999 dont l'ancien président de la Province de 1989 à 1999 Léopold Jorédié, ex-UC qui est encore une fois tête de liste. Elle dispose également de la mairie de Kaala-Gomen, en la personne d'Alain Levant, et est bien implantée à Canala (ancien fief de Léopold Jorédié qui en fut le maire de 1989 à 1995, il était arrivé en tête en 2001 mais avait finalement été battu par l'UC Gilbert Tyuienon, élu par une alliance entre les formations du FLNKS) et aux îles Belep.
Toutefois, elle est en perte de vitesse, s'étant alliénée une partie de son électorat (qui reste indépendantiste) par sa stratégie d'alliance avec le RPCR au Congrès (où les deux formations font groupe commun) et au Gouvernement (Léopold Jorédié fut membre de tous les effectifs territoriaux à partir de 1999 grâce aux voix du RPCR), tandis que le départ fracassant de l'un de ses principaux dirigeants, Raphaël Mapou, en 2002, l'a fortement affaibli. Ainsi, alors qu'elle contrôlait dans le Nord 4 communes de sa création en 1998 à 2001 (îles Belep, Canala, Pouébo et Kaala-Gomen), elle n'en contrôle plus qu'une depuis 2001. De plus, certains de ses membres ont rejoint d'autres listes candidates lors de ces provinciales : c'est le cas surtout de Jean-Marc Pidjo (no 2 de la liste FCCI en 1999, et donc élu à l'Assemblée de Province et au Congrès sous cette étiquette, ancien maire de Pouébo) et Paul Kasarhérou (no 4 de la liste FCCI en 1999, et donc élu à l'Assemblée de Province puis au Congrès sous cette étiquette, de Houaïlou) pour la liste « accordiste » baptisée « Calédonie mon pays - Mwadihin » d'Éric Douyère. Un autre, Francis Poadouy, 15e sur la liste FCCI en 1999, est présent en troisième position sur la liste d'ouverture indépendantiste LKS KAP Identité Nord emmenée par l'UPM Emmanuel Dayé.
La FCCI espère donc rebondir en obtenant un bon résultat dans la Province qui reste encore son principal terrain politique, avec pour objectif de conserver quatre sièges à l'Assemblée. Elle tente pour se faire de défendre sa vision de l'Accord de Nouméa qui, selon elle, justifie son alliance avec le RPCR car « refuser de travailler avec l’adversaire d’hier, c’est tromper la population qui croit au destin commun de ce pays. Ce serait faire de l’Accord de Nouméa non un accord de paix mais un armistice, c’est-à-dire envisager la reprise des antagonismes et des conflits ». Les autres points de son programme sont le régime des terres, la formation et l’éducation, la mise en place d’une organisation sanitaire adaptée aux besoins du pays, l’économie, la solidarité, le culturel et l’environnement.
Léopold Jorédié confie la seconde place dans sa liste à Colette Nonghai, une fidèle qui l'a suivi de l'UC à la FCCI, conseillère municipale de Pouébo et vice-présidente du conseil des femmes de la Province nord, elle se fait remarquer par sa remise en question du principe d'indépendance : « Je pense que l’indépendance serait malvenue maintenant. Les jeunes l’attendent mais ils ne savent pas ce qui se passerait. On a fait comme les moutons qui suivent le berger, mais on est resté en bas. Je suis allée au Vanuatu et ça m’a fait beaucoup réfléchir car même si on vit encore de manière traditionnelle, surtout ici à Pouébo, on est né dans la richesse en Calédonie et on ne saurait plus s’en passer. Alors il faut travailler, mettre des solutions en place pour l’avenir ». Suivent Alain Levant (no 5 en 1999, no 3 en 2004, élu sortant et maire de Kaala-Gomen), Marie Boewa (no 20 en 1999, no 4 en 2004), Albert Wahoulo (no 19 en 1999, no 5 en 2004, chef de l'opposition municipale aux îles Belep depuis le décès en 2002 d'Eymard Bouanaoué), Marianne Boi (no 6 en 1999 et en 2004, élue sortante), Julien Dounehote (no 9 en 1999, no 7 en 2004), entre autres.

##### LKS KAP Identité Nord
Bien qu'il s'agisse de la liste présentée par le LKS, elle est emmenée par Emmanuel Dayé, certes ancien membre de ce parti mais désormais membre depuis 1990 de l'UPM dont il fut élu secrétaire général en 2002 et sous les couleurs duquel il fut élu maire de Poum en 2001. Il a justifié sa candidature à la tête de cette liste comme une contestation du fait que, selon lui, l’UPM serait devenue une « porteuse de valise » du Palika. Il est suivi par Camille Méréatu, déjà seconde sur la liste du LKS en 1999 et conseillère municipale de Koné sous cette étiquette depuis 2001, puis, en troisième position, par un dissident de la FCCI, Francis Poadouy, présent en 12e place sur la liste présentée par cette dernière formation en 1999. En revanche, Noël Poignide, qui menait le LKS dans le Nord lors du dernier scrutin, ne se retrouve qu'à la 17e position.
Cette liste fait campagne sur le thème de « la défense de l’identité culturelle kanak », considérant que « les politiques ont confisqué la parole, notamment aux coutumiers », et défend le principe d'un corps électoral « figé ».

##### Petites formations
- Mouvement chiraquien des démocrates chrétiens - UMP

Emmenée par Pascal Bouillant, ancien maire de Touho pendant quelques jours en 1995, elle reprend l'interprétation particulière de l'Article 75 faite par le chef de file de ce petit mouvement, Marcko Waheo, elle comprend notamment un dissident de l'UPM, Rolland Braweao (no 25 de la liste présentée par ce parti en 1999, no 3 du MCDC-UMP dans le Nord en 2004).
- Calédonie mon pays - Mwâdihîn

Éric Douyère, Caldoche de Brousse ou « Broussard » né en 1952, enseignant et éleveur dans son village natal de Ponérihouen, fut tout d'abord militant à l'Union calédonienne dans les années 1970 avant de s'en éloigner lorsque ce parti prend parti pour l'indépendance et radicalise son propos. Il fonde dans les années 1980, et plus particulièrement pendant les Évènements, l'Union des Calédoniens pour un dialogue avec le peuple Kanak (UCPDPK) voulant rétablir la paix civile par la construction d'une forte autonomie.
Allié depuis 2002 avec Jean-Raymond Postic (fondateur en 1995 du mouvement « Génération calédonienne » et chantre de ce qu'il appelle l'« accordisme », c'est-à-dire le rejet de la partition de la vie politique entre partisans et opposants de l'indépendance et considérant comme une priorité de construire une identité commune calédonienne) avec lequel il a fondé tout d'abord le Mouvement pour réussir l'Accord de Nouméa (MPRAN), sous les couleurs duquel les deux hommes ont été candidats dans les deux circonscriptions législatives en 2002, puis, en décembre 2003, le parti Calédonie mon pays. Estimant que le débat sur l'indépendance est désormais « dépassé », il veut créer alors une vraie identité néocalédonienne, passant par un programme très autonomiste.
Sa liste, neutre sur la question de l'indépendance, s’appuie notamment sur les deux élus d'un groupe apolitique présent au conseil municipal de Koumac depuis 2001, « Koumac Avenir », à savoir Marie-Christine Hannequin (en seconde position) et Huécobote Guathoti (en 7e place). Mais elle comporte également des dissidents des petites formations indépendantistes : Jean-Marc Pidjo (ancien maire de Pouébo et numéro 2 de la liste FCCI en 1999, no 3 de Calédonie mon pays - Mwâdihîn en 2004), Paul Kasarérhou (no 4 de la liste FCCI en 1999, no 9 de Calédonie mon pays - Mwâdihîn en 2004) et Marie-Odile Areski (no 19 de la liste LKS en 1999, no 12 de Calédonie mon pays - Mwâdihîn en 2004).
Il fait campagne sur le thème d'un développement économique « maîtrisé », notamment concernant le projet d'usine du Nord qui peut, selon lui, « autant apporter la prospérité au pays qu’une catastrophe sociale, économique et naturelle ».

### Aux îles Loyauté
Bien qu'il y ait moins de listes présentes aux îles Loyauté que dans les autres provinces, elle est celle qui voit se développer le plus de formations candidates par rapport à sa population (avec huit listes pour 18 043 inscrits sur les listes électorales, soit une liste à peine plus de 2 255 électeurs). Toutes les listes contiennent 24 candidats, soit les 14 sièges que comporte l'Assemblée de Province, plus dix noms.

#### Une province en grave difficulté financière
La campagne est marquée par la très mauvaise situation financière de la Province, née d'une succession de projets et chantiers hasardeux, coûteux et souvent mal gérés par l'équipe du président sortant UC Robert Xowie. Tout d'abord, la Province s'est engagée dans la construction d'un foyer des étudiants des Îles à Nouméa, confiée à un groupe de promoteurs pour un montant de 550 millions de francs CFP (4,609 millions d'euros). Mais ce chantier est bientôt suspendu pour manque de mises en concurrence des projets liés à son élaboration. La Province a alors réagi en lançant un appel d'offres dont les conditions étaient telles que seules les propositions des entreprises déjà sélectionnées auparavant pouvaient être validées. Finalement, les travaux débutent en juillet 2001, pour une durée initiale de 18 mois, mais les problèmes s'accumulent, dus notamment à la santé financière fragile d'un certain nombre de sous-traitants du projet, l'un d'entre eux se retrouvant bientôt en cessation de paiement. La Province s'est de plus rendu compte par la suite qu'elle n'était que copropriétaire, et non propriétaire unique, du terrain sur lequel le foyer était en cours de construction, occasionnant de nouveaux délais et des frais supplémentaires, tandis que des « squatters » profitaient de la situation en envahissant une partie d'un bâtiment déjà construit.
Mais le projet le plus critiqué par la chambre des comptes locale fut celui de la construction de l'immeuble de bureaux censé accueillir les services provinciaux installés à Nouméa, chantier engagé afin d'économiser les loyers mensuels versés par la collectivité pour le bâtiment loué jusqu'ici. La chambre des comptes a alors dénoncé le caractère trop ambitieux du projet : l'immeuble comprendrait une surface de 2 000 mètres carrés, soit beaucoup plus que les besoins réels des services provinciaux estimés à 700 mètres carrés par la chambre des comptes, pour un investissement de 410 millions de francs pacifiques (3,436 millions d'euros) payable sur 15 ans à un taux d'intérêt (négocié par le promoteur) nettement supérieur à ceux généralement pratiqués dans ce genre de chantiers publics (7 % au lieu de 3-4 % habituellement). De plus, les intérêts que devrait verser la Province pendant 15 ans sont alors beaucoup plus élevés que le loyer qu'elle payait jusqu'alors.
Enfin, l'équipe de Robert Xowie hérite d'une affaire remontant aux années 1990 : celle du financement du port de Tadine sur l'île de Maré. La Province avait en effet lancé en 1992 le chantier d'un nouveau port à Maré, confié à l'entreprise Gallo-Menaouer pour une somme estimée à 750 puis 800 millions de francs CFP (6,704 millions d'euros). Les retards s'accumulent et l'entreprise connaît bientôt des difficultés financières qui poussent la Province à résilier son contrat en décembre 1995 avec l'entrepreneur qui devait alors verser 350 millions de pénalités à la collectivité. Mais Gallo-Menaouer est placé en redressement judiciaire en janvier 1996, et les responsables provinciaux n'inscrivent pas à temps à la procédure collective le montant qui lui est dû par l'entreprise. Si bien que les différentes juridictions administratives saisies par la suite par la Province pour obtenir tout de même son indemnisation estimeront que celle-ci est désormais éteinte. Ainsi, non seulement la Province n'a rien perçu dans cette affaire, mais de plus Franck Gallo, gérant de la société en question, a réclamé quelque 180 millions de francs pacifiques (1,508 million d'euros environ) d'indemnités pour ce qu'il estime être une rupture abusive de contrat.
Ces projets manqués ont mis alors les Îles Loyauté dans une grave difficulté budgétaire, et donc en difficulté pour verser les différentes aides sociales qu'elle a instaurées. Ainsi, le 1er octobre 2003, les deux cliniques de Nouméa (clinique Magnin et clinique de la Baie des Citrons) ont suspendu l'accueil des malades bénéficiaires de l'Aide médicale gratuite (AMG) de la Province des îles Loyauté, en raison des nombreux retards de paiement.
À la fin de la mandature en 2004, Robert Xowie et son équipe laissent une dette de 1,5 milliard de Francs CFP (soit environ 12,6 millions d'€), tandis que les difficultés financières de la Province sont telles qu'elle est mise sous tutelle financière de l'État pour le budget 2004.

#### Une majorité sortante déstabilisée

##### Une équipe UC largement remaniée
L'UC espère conserver la gestion de la Province, malgré la mauvaise situation dans laquelle cinq années de présidence Xowie l'ont laissé, et pour ce faire elle s'applique à renouveler son image. Tout d'abord, Robert Xowie n'est pas reconduit comme tête de liste et est remplacé par Néko Hnepeune, élu à l'Assemblée de Province tout d'abord en 1999 comme 6e de la liste UC puis réélu lors de l'élection partielle de 2000 en 4e position. Maire de Lifou depuis 2001 (il avait alors déjà succédé à Robert Xowie), il s'est fait rapidement remarqué dans sa commune pour avoir réussi à établir un consensus politique entre les différents groupes présents au conseil municipal, toutes ses délibérations ayant été votées à la majorité.
Il prend en seconde position Jacqueline Deteix, femme d'appareil, originaire d'Ouvéa, ayant été la collaboratrice de Pierre Declercq puis de Jean-Marie Tjibaou dans les années 1980 puis cadre au sein du cabinet politique du FLNKS depuis 1990, militante à l'Union calédonienne depuis 1974 mais n'ayant jamais occupé de fonction élective jusqu'alors, elle n'était que 19e en 1999 puis en 21e place en 2000 (et donc en position non éligible). Suivent, dans les sept premiers noms de la liste, Damien Yeiwéné (de Maré, secrétaire général de l'UC depuis 2001, conseiller provincial sortant, no 5 en 1999 puis 2000, 2e vice-président de l'Assemblée de Province depuis 2000), Yvonne Hnada (conseillère municipale de Lifou depuis 2001 et proche de Néko Hnepeune), Melchior Saoulo (membre du directoire d'Air Calédonie depuis 2002), Suzanne Waaga (de Maré) et Saikaen Xozame (conseiller municipal de Lifou depuis 2001 et proche de Néko Hnepeune, no 15 en 1999 et no 18 en 2000). En tout, sur les 24 noms de la liste UC de 2000, seuls 6 sont repris, dont uniquement trois élus sortants de l'Assemblée de Province et parmi eux un seul membre sortant du Congrès (Albert Ouckewen, no 2 en 1999 et no 3 en 2000, il n'est repris qu'à la 11e place en 2004).
Il met l'accent sur la nécessité de désenclaver les îles et d'améliorer leur desserte aérienne et maritime, de favoriser l'habitat social et de développer les atouts économiques des îles à savoir surtout l'agriculture (notamment les cultures de la vanille et la production de coprah), la pêche et le tourisme. Il doit néanmoins faire face à des électeurs de plus en plus inquiets et en perte de confiance vis-à-vis d'un parti dominant la Province depuis trois mandature et pointé du doigt comme le responsable de la mauvaise situation financière des îles Loyauté, estimant que : « Cela fait des années que la Province a des problèmes financiers. Ils sont, comme par hasard, pointés du doigt à trois mois des élections… Mais c’est parce que la province est gérée par l’UC et que nous sommes dérangeants, que beaucoup voudraient nous abattre. Il ne faut pas être dupe ». Sa situation est d'autant plus difficile que de nombreux poids lourds de l'UC dans les Îles ont formé ou rejoint des listes dissidentes, à l'instar de l'ancien président provincial, no 3 de la liste du mouvement en 1999 et no 2 en 2000, Richard Kaloï, qui a pris la tête d'une formation baptisée « Construire ensemble l'Avenir », ou encore Jacques Lalié, no 8 en 1999 et no 9 en 2000, qui a créé « Unir et Construire dans le Renouveau » (UC Renouveau) avec d'autres dissidents. On peut également citer André Haocas, élu provincial sortant, no 4 sur la liste UC en 1999 et no 6 en 2000, qui a rejoint en 2004 les candidats du Palika.

##### Deux listes dissidentes
- Construire ensemble l'Avenir

Richard Kaloï, ancien président de la Province des îles Loyauté de 1989 à 1995, et président du groupe UC au Congrès sortant, écarté des instances dirigeantes de son parti à la suite des élections municipales de 2001 au cours desquelles il s'était allié à la majorité LKS. Il a alors fondé son propre parti en décembre 2003 : « Ensemble pour l'Avenir » (EPA), et s'allie en avril 2004 dans une liste commune avec le mouvement « Indépendance et Progrès », formation créée en 1999 dans les Îles, alliées avec la majorité UC depuis 2000 et proche du syndicat radical USTKE. La seconde de liste, Henriette Pujapujane, d'Ouvéa, employée provinciale, est d'ailleurs issue de ce syndicat : elle reproche alors à l'alliance RPCR-LKS-FCCI (formée en 2000) d'être responsable de la mauvaise situation dans laquelle la Province se trouve. Et le candidat en troisième position, Hnalaine Uregei, no 8 de la liste Indépendance et Progrès en 1999, n'est autre que le frère de Louis Kotra Uregei, fondateur et chef controversé de l'USTKE.
Craignant que les Îles Loyauté se transforment en une « Province dortoir », de plus en plus marginalisée, cette liste veut « mettre en œuvre une autre gestion politique et institutionnelle de la Province qui soit véritablement au service des aspirations des habitants de la Province » et « une dynamique qui puisse donner à la collectivité la capacité de peser sur les grands dossiers politiques, économiques, culturels et sociaux qui construisent le pays ». Sur le plan de l'indépendance, Richard Kaloï adopte une position plutôt modérée, ne défendant « ni un retour en arrière ni une rupture des liens avec la France. Car c’est une garantie réelle de demeurer dans un espace rattaché à l’Europe ». Sa priorité pour la gestion provinciale est avant tout de « rétablir une administration et les moyens de ses actions » en luttant contre le passif financier.
- Unir et Construire dans le Renouveau (UC Renouveau)

Un groupe de dissidents de l'UC, bien que se réclamant toujours de ce parti et du FLNKS, forment une liste baptisée « Unir et Construire dans le Renouveau - UC Renouveau ». Emmenée par Jacques Lalié, 8e sur la liste UC en 1999 et 9e en 2000, elle mène une campagne populiste, estimant que les populations et militants loyaltiens ont été trahis « par leurs appareils politiques qui, comme l’institution provinciale, se sont bureaucratisés et fonctionnarisés dans une espèce de dirigisme somnolent et climatisé » et mettant l'accent sur le règlement de la dette provinciale notamment en partenariat avec l'État et la Nouvelle-Calédonie.
Cette liste comprend donc des dissidents de l'UC (Jacques Lalié qui était 8e en 1999 et 9e en 2000, 1er en 2004 ; François Athale, 10e en 1999, 12e en 2000 et 5e en 2004), mais également des autorités coutumières comme le chef de la tribu de Rô, dans le district de Guahma sur Maré, Daniel Hnassil, en 3e position.

#### Le Palika
Le maire d'Ouvéa, Boniface Ounou, qui avait réussi, pour sa première candidature, à enlever cette commune à l'UC en 2001, est choisi pour mener la liste « UNI Iaai - Drehu - Toka - Nengone », en totalité portée par le Palika, aux Provinciales. Charles Washetine, principale figure de ce parti dans les Îles en tant que tête de liste en 1999 et 2000 et de 3e vice-président du Congrès depuis 2000, prend la troisième position. Les trois premiers noms des listes candidates en 1999 puis 2000 (Washetine, Jean-François Lalié qui était 1er vice-président de l'Assemblée de Province depuis 2000, et Mickaël Wanakahme), se retrouvent, du fait des décalages dus aux besoins de la parité, respectivement aux 3e, 5e et 7e places.
Il refuse de régler les problèmes financiers de la Province en se reposant sur des aides de l'État, voulant sortir de « l'assistanat » et prouver que les collectivités néocalédoniennes peuvent se gérer seules. Pour cela, il propose un programme de rigueur budgétaire, en proposant de « n’engager et ne dépenser qu’à la hauteur de nos possibilités financières, payer ce qui a été engagé sur le plan comptable et n’engager que ce qui peut être payé » tout en envisageant « la compression de certains postes budgétaires ». Dans le domaine économique et social, il dit vouloir se battre pour plus de « justice social » par le biais d'une meilleur maîtrise des prix, « une fiscalité plus juste » ou l'instauration d'une carte de quotient familial.

#### Le Rassemblement-UMP
Comme à chaque fois depuis 1989, la liste anti-indépendantiste du Rassemblement est emmenée par le sénateur Simon Loueckhote, conseiller municipal d'Ouvéa et président du Congrès de 1989 à 1995 et depuis 1998. Très critique vis-à-vis de l'équipe sortante, estimant que « la province des îles n’a plus d’âme, plus personne n’y croit, la situation financière est catastrophique, le "je m’en foutisme" est généralisé », il considère que l'obtention d'une rallonge financière ne suffira pas à rétablir la situation financière, et demande un renouvellement total des cadres dirigeants de la Province et une mise sous tutelle budgétaire de celle-ci par l'État. Il se dresse également contre ce qu'il appelle la « kanakisation » précipitée des cadres administratifs : « Beaucoup de responsables d’origine européenne ont été évincés. Ils ont été remplacés par des jeunes Mélanésiens insuffisamment formés. ».
Outre Simon Loueckhote, la liste comporte des habitués des candidatures RPCR aux Îles comme Georges Gope (no 3 en 1999, no 8 sur la liste d'union « Un nouveau défi pour les îles » UNDPI et no 3 en 2004) ou Hnawange Hnawange (no 7 en 1999, no 12 de l'UNDPI en 2000 et no 7 en 2004), ainsi qu'un représentant de la FCCI, Roger Alosio (no 7 de la liste FCCI en 1999, no 9 du Rassemblement-UMP en 2004), tout en faisant une meilleure place aux femmes pour respecter la loi sur la parité : la seconde de liste est ainsi Louis Humuni, qui n'était que 15e sur la liste RPCR en 1999. Elle compte également des autorités morales ou coutumières, comme le grand-chef de Takedji à Ouvéa, Daniel Nékélo, en 15e place.

#### Les alternatives indépendantistes

##### LKS
La liste « LKS KAP Identité Îles » est menée, comme à chaque fois depuis 1989, par Nidoïsh Naisseline, chef de ce parti, ancien président de la Province de 1995 à 1999 et grand-chef de Guahma à Maré. Il critique alors les dirigeants indépendantistes qui, selon lui, « sont devenus des complices de l’entreprise État en favorisant la dépendance budgétaire et économique vis-à-vis de la France », et met l'accent sur le lancement du « grand chantier du destin commun », la concertation avec les anti-indépendantistes (qu'il souhaite incarner par sa collaboration à la liste Avenir ensemble dans le Sud) et le respect des « droits culturels collectifs indigènes et des minorités ». Pour régler les difficultés financières de la Province, il veut renégocier le budget primitif annoncé par le commissaire délégué du gouvernement et qui, pour lui, n'est pas « sincère ».

##### FCCI-FULK
La FCCI de Cono Hnaéjé Hamu, tête de liste pour ce parti en 1999 et no 3 de la liste « Un nouveau défi pour les îles » (UNDPI) en 2000, ancien maire de Lifou de 1989 à 1995 et président de la commission permanente au sein du Congrès sortant, est alliée au FULK, l'un des plus anciens partis indépendantistes qui participa à la fondation du Front indépendantiste puis du FLNKS avant de s'en séparer en 1992, il est devenu aujourd'hui une organisation politique marginale uniquement présente aux Îles. La FCCI et le FULK était déjà unis en 2000 au sein de l'UNDPI avec le LKS et le RPCR.
Cono Hamu en prend la tête, suivie d'une représentante du FULK, Henriette Tahmumu, de Maré, et de Martial Ehnyimane, déjà no 2 de la liste FCCI en 1999 et no 6 (et donc dernier élu à l'Assemblée) de l'UNDPI. Le chef de file de la liste FULK en 1999, Üne Üne, 7e de la liste UNDPI en 2000, n'est en 2004 qu'en 9e position.
Son programme comprend des mesures visant à favoriser les initiatives économiques individuelles ou associatives et le développement de PME-PMI en terres coutumières, par le biais notamment de l'instauration d'un « titre coutumier de propriété », à rapatrier les sièges sociaux des principaux offices et organes provinciaux (comme Navimon, la Sodil, Aviazur) de Nouméa aux Loyauté, à lutter contre le chômage par l'éducation et la formation, et à régler la situation financière par une politique de rigueur basée sur une baisse des dépenses (par la réduction de coûts de fonctionnement au niveau du personnel administratif et du matériel ou encore l'arrêt de subventions, une réorganisation « des structures administratives avec une priorité donnée à la compétence ») et la recherche de nouvelles possibilités de ressources qui pourront ensuite être réinvestis. Il adopte une position très modérée concernant l'évolution de l'accord de Nouméa et l'avenir institutionnel de l'archipel, appelant notamment à « ne transférer que (les compétences) dont on a la capacité de financer » ou considérant que « l’Accord doit être un texte qui vit et qui ne soit pas figé, un texte qui évolue, qui s’adapte ».

##### Mouvement chiraquien des démocrates-chrétiens - UMP
La dernière liste en présence, celle du Mouvement chiraquien des démocrates-chrétiens - UMP, contient essentiellement des personnalités de la société civile, peu connues du grand public, ou des coutumiers, comme Siwane Qenenoj, président du conseil des anciens de la tribu de Drueulu dans le district de Gaitcha à Lifou, en 11e position, ou Hlemue Alikié, également président d'un conseil des anciens à Lifou mais pour la tribu de Hmelek dans le district de Lösi, en 23e place. La liste est menée par Stanislas Fetrako Goué.

## Résultats
|  | Parti                        | Votes  | %     | Sièges au Congrès | Changement depuis 1999 |
|  | ---------------------------- | ------ | ----- | ----------------- | ---------------------- |
|  | Rassemblement-UMP            | 21 880 | 24,43 | 16                | -8                     |
|  | Avenir ensemble              | 20 328 | 22,69 | 16                | +13                    |
|  | UNI-FLNKS                    | 14 651 | 16,36 | 8                 | 0                      |
|  | Union calédonienne           | 10 623 | 11,86 | 7                 | -3                     |
|  | Front national               | 6 684  | 7,46  | 4                 | 0                      |
|  | FCCI                         | 2 864  | 3,2   | 1                 | -3                     |
|  | LKS                          | 2 575  | 2,87  | 1                 | 0                      |
|  | Calédonie mon pays           | 1 908  | 2,13  | 0                 | 0                      |
|  | UC Renouveau                 | 1 587  | 1,77  | 1                 | +1                     |
|  | Divers indépendantistes      | 3 491  | 3,9   | 0                 | 0                      |
|  | Divers anti-indépendantistes | 2 971  | 3,32  | 0                 | 0                      |
|  | Total                        | 89 562 | 100   | 54                |                        |
|  | Anti-indépendantistes        | 51 863 | 57,91 | 36                | +5                     |
|  | Indépendantistes             | 35 791 | 39,96 | 18                | -5                     |

### Province Sud
|  | Parti                                               | Tête de liste          | Votes  | %     | Sièges à l'Assemblée provinciale | Changement depuis 1999 | Sièges au Congrès | Changement depuis 1999 |
|  | --------------------------------------------------- | ---------------------- | ------ | ----- | -------------------------------- | ---------------------- | ----------------- | ---------------------- |
|  | Avenir ensemble                                     | Marie-Noëlle Thémereau | 18 574 | 33,89 | 19                               | +15                    | 15                | +12                    |
|  | Rassemblement-UMP                                   | Jacques Lafleur        | 17 094 | 31,19 | 16                               | -9                     | 13                | -7                     |
|  | Front national                                      | Guy George             | 6 135  | 11,19 | 5                                | 0                      | 4                 | 0                      |
|  | UNI-FLNKS                                           | Adolphe Digoué         | 2 530  | 4,62  | 0                                | -2                     | 0                 | -2                     |
|  | FLNKS pour l'indépendance                           | Rock Wamytan           | 2 097  | 3,83  | 0                                | -1                     | 0                 | -1                     |
|  | Union calédonienne                                  | Charles Pidjot         | 1 848  | 3,37  | 0                                | -3                     | 0                 | -2                     |
|  | Calédonie mon pays                                  | Jean-Raymond Postic    | 1 205  | 2,2   | 0                                | 0                      | 0                 | 0                      |
|  | Mouvement des citoyens calédoniens                  | Aukusitino Manuohalalo | 1 140  | 2,08  | 0                                | 0                      | 0                 |                        |
|  | Mouvement chiraquien des démocrates-chrétiens - UMP | Marcko Waheo           | 1 071  | 1,95  | 0                                | 0                      | 0                 | 0                      |
|  | Patrimoine et environnement avec les Verts          | Raphaël Mapou          | 861    | 1,57  | 0                                | 0                      | 0                 | 0                      |
|  | Union océanienne                                    | Soana Simutoga         | 749    | 1,37  | 0                                | 0                      | 0                 | 0                      |
|  | Avance                                              | Thierry Valet          | 652    | 1,19  | 0                                | 0                      | 0                 | 0                      |
|  | Rassemblement océanien dans la Calédonie            | Mikaële Tuifua         | 430    | 0,78  | 0                                | 0                      | 0                 | 0                      |
|  | FCCI                                                | François Burck         | 426    | 0,78  | 0                                | 0                      | 0                 | 0                      |
|  | Total                                               | 54 811                 | 100    | 40    |                                  | 32                     |                   |                        |
|  | Anti-indépendantistes                               | 44 774                 | 81,69  | 40    | +6                               | 32                     | +5                |                        |
|  | Indépendantistes                                    | 8 833                  | 16,11  | 0     | -6                               | 0                      | -5                |                        |

### Province Nord
|  | Parti                                               | Tête de liste       | Votes | %     | Sièges à l'Assemblée provinciale | Changement depuis 1999 | Sièges au Congrès | Changement depuis 1999 |
|  | --------------------------------------------------- | ------------------- | ----- | ----- | -------------------------------- | ---------------------- | ----------------- | ---------------------- |
|  | UNI-FLNKS                                           | Paul Néaoutyine     | 7 711 | 37,51 | 11                               | +3                     | 7                 | +2                     |
|  | Union calédonienne                                  | Pascal Naouna       | 5 576 | 27,12 | 7                                | +1                     | 5                 | +1                     |
|  | Rassemblement-UMP                                   | France Debien       | 2 346 | 11,41 | 3                                | -1                     | 2                 | -1                     |
|  | Avenir ensemble                                     | Éric Babin          | 1 754 | 8,53  | 1                                | +1                     | 1                 | +1                     |
|  | FCCI                                                | Léopold Jorédié     | 1 182 | 5,75  | 0                                | -4                     | 0                 | -3                     |
|  | Calédonie mon pays Mwâdihin                         | Éric Douyère        | 703   | 3,42  | 0                                | 0                      | 0                 | 0                      |
|  | Entente française du Nord (FN)                      | Yannick Lechevalier | 549   | 2,67  | 0                                | 0                      | 0                 | 0                      |
|  | Mouvement chiraquien des démocrates-chrétiens - UMP | Pascal Bouillant    | 385   | 1,87  | 0                                | 0                      | 0                 | 0                      |
|  | LKS-KAP Identité Nord                               | Emmanuel Dayé       | 353   | 1,72  | 0                                | 0                      | 0                 | 0                      |
|  | Total                                               | 20 559              | 100   | 22    |                                  | 15                     |                   |                        |
|  | Indépendantistes                                    | 15 207              | 73,97 | 18    | 0                                | 12                     | 0                 |                        |
|  | Anti-indépendantistes                               | 4 649               | 22,61 | 4     | 0                                | 3                      | 0                 |                        |

### Îles Loyauté
|  | Parti                                               | Tête de liste          | Votes | %     | Sièges à l'Assemblée provinciale | Changement depuis 1999 | Sièges au Congrès | Changement depuis 1999 |
|  | --------------------------------------------------- | ---------------------- | ----- | ----- | -------------------------------- | ---------------------- | ----------------- | ---------------------- |
|  | Union calédonienne                                  | Néko Hnepeune          | 3 199 | 22,54 | 4                                | -2                     | 2                 | -1                     |
|  | Rassemblement-UMP                                   | Simon Loueckhote       | 2 440 | 17,19 | 2                                | 0                      | 1                 | 0                      |
|  | UNI Iaii Drehu Toka Nengone                         | Boniface Ounou         | 2 313 | 16,3  | 2                                | 0                      | 1                 | 0                      |
|  | LKS-KAP Identité Îles                               | Nidoïsh Naisseline     | 2 222 | 15,66 | 2                                | 0                      | 1                 | 0                      |
|  | UC Renouveau                                        | Jacques Lalié          | 1 587 | 11,18 | 2                                | +2                     | 1                 | +1                     |
|  | FCCI-FULK Îles Loyauté                              | Cono Hnaéjé Hamu       | 1 256 | 8,85  | 2                                | 0                      | 1                 | 0                      |
|  | Construire ensemble l'avenir                        | Richard Kaloï          | 1 010 | 7,12  | 0                                | 0                      | 0                 | 0                      |
|  | Mouvement chiraquien des démocrates-chrétiens - UMP | Stanislas Fetrako Goué | 164   | 1,16  | 0                                | 0                      | 0                 | 0                      |
|  | Total                                               | 14 191                 | 100   | 14    |                                  | 7                      |                   |                        |
|  | Indépendantistes                                    | 11 751                 | 82,81 | 12    | 0                                | 6                      | 0                 |                        |
|  | Anti-indépendantistes                               | 2 440                  | 17,19 | 2     | 0                                | 1                      | 0                 |                        |

## Conséquences
Si le Rassemblement-UMP reste le premier parti en nombre de voix sur l'ensemble du territoire, il perd sa place de parti dominant sur la vie politique néocalédonienne et notamment le contrôle de la Province Sud au profit de l'Avenir ensemble, qui dépasse le mouvement de Jacques Lafleur de plus de 1500 voix. Ce dernier décide alors de ne siéger ni à l'Assemblée provinciale, ni au Congrès, ne conservant que son mandat de député. De leur côté, les dirigeants de l'Avenir ensemble affirment, comme ils l'ont fait tout au long de la campagne, ne vouloir « aucun accord de gestion particulier avec une formation ou une autre », la majorité relative à la Province Sud leur suffisant pour en obtenir la présidence. Souhaitant établir des « majorités d'idée » pour chaque texte présenté, ils déclarent alors : « Qu’importe d’où viennent les voix pourvu que notre programme puisse être mis en œuvre ». Arrivé en troisième position, et obtenant le même nombre d'élus qu'en 1999 (cinq sièges), le Front national devient un véritable parti charnière.
L'autre grand bouleversement de ces élections reste l'absence, pour la première fois depuis la création des Provinces en 1989, d'élu indépendantiste dans le Sud : dans une collectivité où ils sont de toute façon traditionnellement minoritaires, la division du camp favorable à l'indépendance et en tout premier lieu du FLNKS a dispersé les 8 833 voix de leur électorat (soit 16,11 % des suffrages exprimés) entre six listes, dont aucune n'a pu donc dépasser la barre des 5 % des inscrits nécessaire pour pouvoir être représenté à l'Assemblée. Un « électrochoc », qu'il espère « salutaire », pour l'ancien président unitaire du FLNKS et signataire de l'accord de Nouméa Rock Wamytan, « bouleversement politique » pour le chef de la FCCI et ancien président de l'UC François Burck, cette situation provoque de vives inquiétudes notamment parmi les représentants du vote wallisien et futunien, indépendantiste ou non, tel que le président du RDO Aloïsio Sako qui dit craindre une « crise politique » ou encore la meneuse de la liste Union océanienne, Soana Simutoga, qui déclare être « affolée » car « cette situation ressemble vraiment à une partition », mais aussi au sein du camp loyaliste, le FN estimant ainsi que « si nous n’avons pas les indépendantistes en face de nous, nous les retrouverons sur le terrain ».
Dans la Province Nord, l'UNI augmente considérablement son score (avec près de 2 000 voix et 4 points de plus que les résultats cumulés des listes Palika et UPM de 1999) et manque, avec 11 conseillers sur 22, la majorité absolue d'un siège. Le Rassemblement-UMP reste la principale force loyaliste du Nord, mais il perd un élu au profit de l'Avenir ensemble. La FCCI, en pleine perte de vitesse, perd toute représentation à l'Assemblée provinciale, divisant par plus de deux son électorat par rapport à 1999.
Aux Îles Loyauté, l'éclatement de la classe politique se retrouve au sein de l'institution provinciale, avec six des huit listes candidates représentées. Le rapport de force est cependant plus ou moins le même que lors des scrutins précédents de 1999 puis 2000, les quatre élus de l'Union calédonienne ajoutés aux deux conseillers obtenus par l'UC Renouveau pouvant être comparés aux six sièges de la majorité sortante et toutes les autres formations obtenant chacune deux élus.